# Alperen Uysal
Muhammed Alperen Uysal (* 1. Januar 1994 in Balıkesir) ist ein türkischer Fußballtorhüter.

## Karriere

### Verein
Uysal begann ab 2003 für die Nachwuchsabteilung vom Balıkesir Yeni Sanayispor zu spielen. Drei Jahre später wechselte er in den Nachwuchs von Galatasaray Istanbul. Im Frühjahr 2013 erhielt er bei diesem Verein einen Profivertrag, spielte aber weiterhin für die Reservemannschaft des Vereins.
Zur Saison 2015/16 wurde er an den Ligarivalen Gaziantepspor ausgeliehen. Hier debütierte er in der Süper Lig und im türkischen Pokal. Am 15. August 2016 wechselte Uysal ablösefrei zu Çaykur Rizespor.

### Nationalmannschaft
Uysal startete seine Nationalmannschaftskarriere 2008 mit einem Einsatz für die türkische U-15-Nationalmannschaft und durchlief bis zur türkische U-21-Nationalmannschaft alle Nachwuchsnationalmannschaften seines Landes.